# 1932 في أوكرانيا

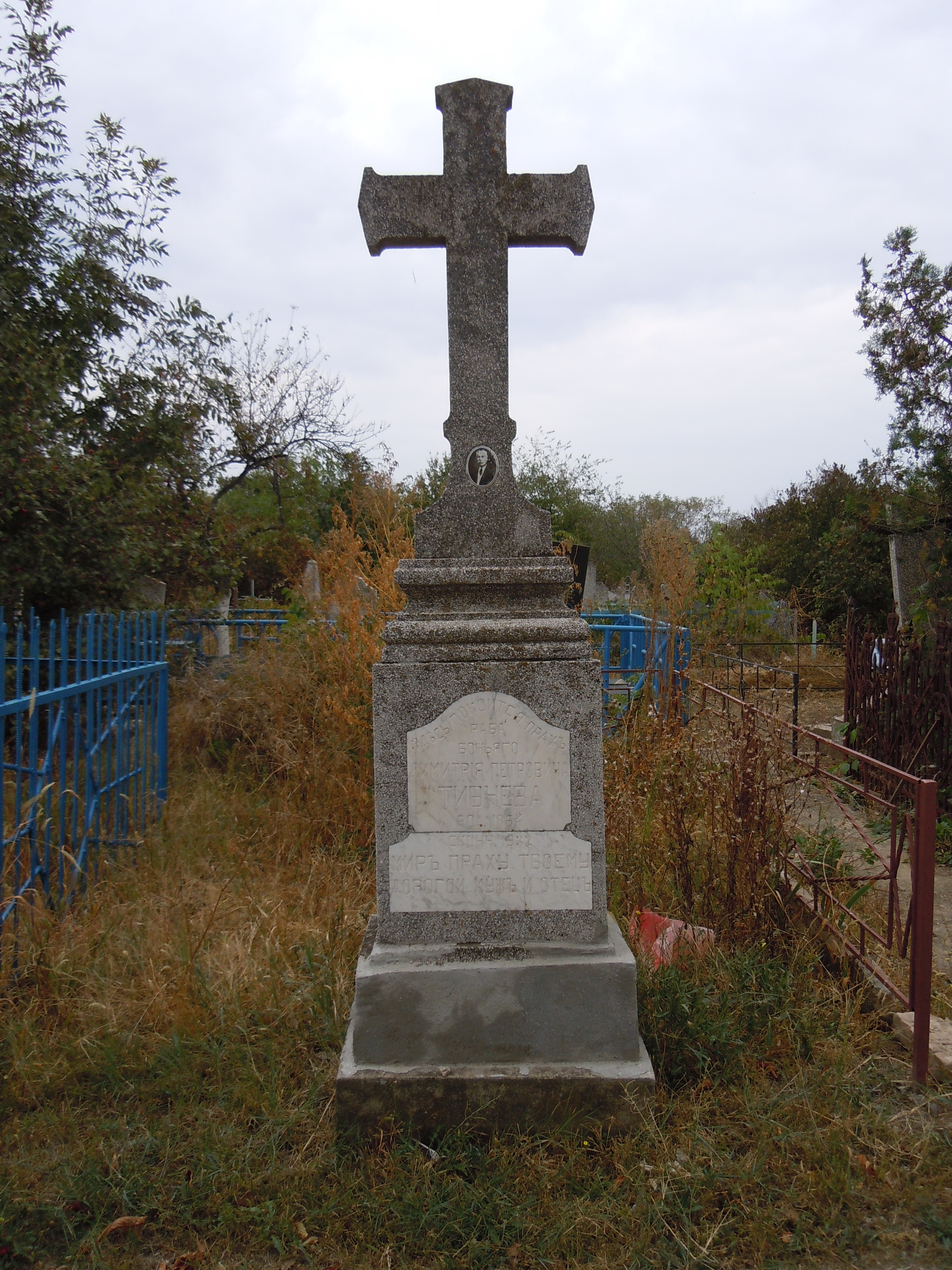
مقبرة بولهراد الأرثوذكسية

فيما يلي قوائم الأحداث التي وقعت خلال عام 1932 في أوكرانيا.

## أحداث
- 1 يناير – هولودومور

## مواليد

### سبتمبر
- 25 سبتمبر – أناتولي سولوفيانينكو مغني أوكراني.

### أكتوبر
- 28 أكتوبر – فلاديمير إيفاشكو

## وفيات

### أغسطس
- 11 أغسطس – ماكسيميليان فولوشين (مواليد 1877) شاعر روسي.[1]